# Chiesa di San Bernardino (Ardesio)
La piccola  chiesa di San Bernardino conosciuta come  oratorio dei Disciplini è il luogo di culto cattolico di Ardesio, in provincia di Bergamo via Leonardo da Vinci posta sul lato sud della chiesa parrocchiale di San Giorgio dopo il sacello di San Rocco.

## Storia
Bergamo e la bergamasca furono visitate da san Bernardino da Siena due volte tra il 1411 e il 1419. Era stato invitato a sedare, con la sua predicazione, le faide cittadine tra le famiglie guelfe e ghibelline. La sua predicazione fu tanto importante da essere indicato come santo protettore dei disciplini di Bergamo. Bernardino fu santificato il 30 luglio 1450, e successivamente a questa data furono edificate chiese e oratori a lui intitolati in tutto il territorio bergamasco. Dell'oratorio di San Bernardino di Ardesio non si conosce la data di edificazione ma risulta indicato nella relazione della visita pastorale di san Carlo Borromeo nell'autunno del 1575 come appartenente alla confraternita dei disciplini. L'oratorio è nuovamente citato negli atti della visita pastorale di Giambattista Milani del 27 settembre 1602.

## Descrizione
La chiesa è posta al limite più est del sagrato della chiesa parrocchiale di San Giorgio. La facciata si presenta con tetto a capanna in legno. Le due falde son molto sporgenti a protezione della facciata e dei fedeli dalle intemperie. Ancora visibile il grande arco che era l'apertura del primitivo porticato chiuso prima del XVII secolo, essendo parzialmente coperto da un affresco datato 1622 raffigurante il Crocifisso con Madonna, e i santi Maria Maddalena, Bernardino, Giovanni evangelista e due disciplini. 
Centrale alla facciata l'ingresso principale, con paraste in pietra e timpano triangolare spezzato. Due finestre laterali di forma rettangolare hanno la medesima pietra di contorno e sono munite da inferriate di sicurezza. La facciata presenta altre aperture che non sono di servizio all'interno dell'oratorio.
Cinque gradini accompagnano all'interno dell'aula che è infatti posta a un piano inferiore e ha il soffitto ribassato. L'interno a pianta rettangolare, si presenta a tre navate divise su due campate nella prima parte, una campata unica nella parte del presbiterio che è quasi inesistente. 
Il soffitto è a volta a crociera e poggia su colonne toscane e su due pilastri in muratura. Sul lato dell'altare vi è una pala in legno intagliato. Il dipinto del XVI secolo raffigura la Pietà con santa Maria Maddalena e san Bernardino. Due nicchie laterali completano il lato del presbiterio.